# Arteria ophthalmica

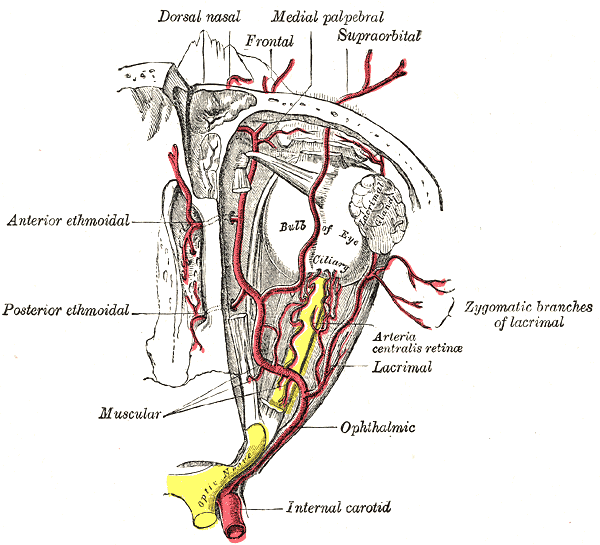
Anatomische Zeichnung

Die Arteria ophthalmica ist das arterielle Blutgefäß zur Versorgung des Auges und der Augenhöhle beim Menschen. Sie entspringt als Ast der Arteria carotis interna unmittelbar nach deren Durchtritt durch den Schädel. Zusammen mit dem Sehnerv verlässt sie den Schädel wieder durch den Canalis opticus und teilt sich in folgende Äste auf:
- Arteria centralis retinae für Sehnerv und Netzhaut
- Arteriae ciliares posteriores longae für die Linse und den vorderen Abschnitt des Augapfels
- Arteriae ciliares posteriores breves für den hinteren Abschnitt des Augapfels
- Arteria lacrimalis zur Tränendrüse
- Arteria supraorbitalis zur Stirn
- Arteria supratrochlearis zur Stirn
- Arteriae ethmoidales anterior et posterior zu den Siebbeinzellen
- Rami musculares zu den Augenmuskeln
- Arteriae palpebrales mediales zum oberen und unteren Lidrand
- Arteria dorsalis nasi zum Nasenrücken

Die der Arteria ophthalmica entsprechende Vene ist die Vena ophthalmica superior.

## Quelle
- Theodor H. Schiebler, Walter Schmidt, Karl Zilles: Zytologie, Histologie, Entwicklungsgeschichte, makroskopische und mikroskopische Anatomie des Menschen. 7., korrigierte Auflage. Springer, Berlin u. a. 1997, ISBN 3-540-61856-2.